# Pârâul Duruitorilor
Pârâul Duruitorilor este un curs de apă, afluent al râului Bistrița în zona lacului de acumulare Izvorul Muntelui. 